# 艾尔代伊·若尔特
艾尔代伊·若尔特（匈牙利語：Erdei Zsolt，1974年5月31日—），匈牙利男子拳击运动员。他曾代表匈牙利参加1996年和2000年夏季奥林匹克运动会拳击比赛，其中2000年奥运会获得一枚铜牌。